# میدان سلونوئیدی
در حساب برداری و الکترومغناطیس، میدان سلونوئیدی به میدانی گفته می‌شود که واگرایی (دیورژانس) آن در همهٔ نقاط صفر باشد یا به اصطلاح بدون دیورژانس باشد. در یک میدان الکترومغناطیسی سلونوئیدی خطوط شار در یکدیگر بسته می‌شوند و منبع یا چاه مغناطیسی وجود ندارد.